# 无名的裘德
无名的裘德（Jude the Obscure）是英国作家托马斯·哈代最后的长篇小说。最早在《哈泼斯》杂志上连载，1895年成书出版。主人公裘德·福雷是个出身贫寒的年轻男子，梦想是成为一名学者。其他两个主要人物是他的妻子阿拉贝拉和他的表親淑。作品的主题包括社会等级，学术与宗教，婚姻，欲望和人的理想奋斗的关系。
此书因涉及当时敏感的私通等话题，出版后遭遇强大的反对声浪，出版当年就被韦克菲尔德主教威廉·沃尔沙姆·豪（William Walsham How）公开烧毁。

## 情节摘要
在英格兰西南部的威塞克斯的马里格林村（Marygreen），小学教师理查德·菲洛特桑即将离开村子前往基督寺，去实现进入大学就读的计划。十一岁的男孩裘德·福雷来向老师告别，老师鼓励他继续学习，保持爱心。老师走后，裘德继续在他的姑婆德鲁斯娜·福雷的面包店里帮忙，同时利用空闲的时间自学了希腊语与拉丁语，希望将来可以到基督寺学习。裘德十九岁时，开始在邻村的石匠处学徒，同时继续阅读神学经典，立下了成为神学博士的目标。一天傍晚当他已经度过阅读什么，将阅读什么的时候，他被乡村姑娘阿拉贝娜扔来的猪鞭所打中。裘德开始为她所吸引，感到了一种欢乐。他开始与阿拉贝娜约会，不再有心思继续钻研神学著作。不久他们俩发生了关系，继而结婚。很快两个人思想和性格的差异显现出来，裘德意识到“他们的生活给毁了，毁了毁在他们把永久的婚约建立在一时的感觉的基础上。”他开始酗酒，甚至试图自杀来摆脱这段充满了争吵的婚姻。阿拉贝娜则留下一封信离开了，信里表示对裘德已然生厌，和父母移居澳大利亚了。
平静下来的裘德重新奋斗起来。他来到基督寺附近当了一名石匠，享受着这里的学术气息和古典建筑风格，并不顾自己姑婆的警告见到了同在基督寺的表親淑。裘德开始被她的开朗、反叛的个性所吸引，交往渐多。裘德和苏一起去见裘德的老师菲洛特桑，发现当菲洛特桑已然失去理想，仍然在小学教书，裘德推荐苏当了他的助教。但很快，菲洛特桑就喜欢上了苏，裘德看到他们俩在一起的暧昧，为此而十分痛苦，但限于自己的已婚身份，不能有所干涉。失去感情寄托的他重新希望在学术上有所成就，就给很多学院的院长写信，希望能够入学。而唯一一封回信却说：“据先生所言，你乃一工人。既如此，窃以为理应坚守旧业，安于本分，而不应好高骛远，另辟蹊径。”深受打击的他重新开始酗酒，不久就被解雇，只好回到了马里格林。在一位副牧师的开导下，他决定先成为一名“无牧师资格但可以传道者”，为别人作些有益的事情，最终在30岁时成为牧师。
裘德收到了淑从梅尔切斯特（原型为萨尔兹伯里）师范学院的来信，倾诉她的孤独与痛苦，裘德赶忙去和她相见。得知淑两年后就会和菲洛特桑结婚的消息之后，裘德十分懊恼，但仍在当地找了一个修复大教堂（淑认为大教堂已然过时，火车站才是城市的中心了）的工作。工作之余他继续阅读神学著作或是和淑出游。淑因为和裘德出游晚归而被学校严厉处罚，她逃出了学校，趟过当地最大的河流，来见裘德。淑的反正统的观点和激烈而缺少温柔的性格让裘德又觉得可爱又对其无所适从。菲洛特桑此时在沙斯托的一所小学教书。他业余对当地的古迹进行调查，这个新爱好让他心情平静，淑从师范学校出逃的消息却打破了他的宁静。菲洛特桑赶往梅尔切斯特，却遇到了在大教堂工作的裘德，裘德直接表达了他对淑的爱意。不久，裘德接到了淑的信，信中说她即将结婚，希望裘德作为她的伴郎，裘德怀着极大的痛苦参加了淑的婚礼，之后就回到了基督寺附近希望寻找工作，却遇到了从澳大利亚回来的阿拉贝娜。阿拉贝娜和裘德过夜后，告诉裘德自己又在澳大利亚结婚了。裘德开始意识到阿拉贝娜带来的肉欲的冲动和淑带来的精神的痛苦影响着自己的奋斗。
另一边淑为自己和菲洛特桑的关系所苦恼，她说：“发现不能够把爱持续不断地给予给自己同居一室的人——尽管这人是经主教批准了接受这种爱的。”裘德的姑婆去世了，在葬礼上裘德和淑认识到他们不能分开。分离的时候，淑吻了裘德，裘德认为这个吻是个转折，他已然无法再成为一位虔诚的传道者。菲洛特桑和淑彼此无法理解，关系恶化。菲洛特桑痛苦地思索以后，决定放弃已经和他分居的淑，和她离婚。他的这一举动解脱了淑，却毁了他的事业，当地社会激烈地反对菲洛特桑的行为。淑和裘德到了奥尔德布里克海姆（原型为雷丁），阿拉贝娜和裘德的离婚诉讼也解决了，两个自由的人开始考虑结婚，但是淑很犹豫，因为她不喜欢用契约的方式来规定情感。这对情人生活得很快乐，但很快当地的民众知道了他们的情况而敌视他们，他们只得不停地搬家，特别是当他们有了孩子以后。裘德壮志不酬、谋职无路、告贷无门，绝望中，他的长子（同阿拉贝娜所生）同弱妹幼弟一同吊死。遭此巨变，淑无法承受打击，将这一切都归因于上帝对她和裘德所犯罪孽的惩罚，终向命运与教会屈服，离开了裘德，回到菲洛特桑身边；而失去了真爱的裘德，终日酗酒，恍惚之中又重新与阿拉贝娜结合，郁郁成疾，年未满三十即含恨而终。裘德临死之前，阿拉贝娜却依然在外，约会新欢。

## 中文译本
- 《无名的裘德》 张玲译，人民文学出版社
- 《无名的裘德》 刘荣跃译 上海译文出版社
- 《无名的裘德》 冼凡译 译林出版社

## 影视改编作品
- 1971年电视系列剧《无名的裘德》,罗伯特·鲍威尔扮演裘德，菲奥娜·沃尔克扮演淑。
- 1996年电影《裘德》，米切尔·温特波姆导演，克里斯托弗·伊克莱斯顿（Christopher Eccleston）扮演裘德，凯特·温斯莱特扮演淑。